# 2,2,5,5-tetrametilhexano
El 2,2,5,5-tetrametilhexano es un alcano de cadena ramificada con fórmula molecular C10H22.